# Scientia (Zeitschrift)
Scientia (lateinisch für ‚Wissen‘ und ‚Wissenschaft‘) war eine italienische wissenschaftliche Zeitschrift, die 1907 unter dem Namen Rivista di Scienza: organo internazionale di sintesi scientifica in Bologna gegründet wurde. 1910 änderte sie ihren Namen in Scientia: rivista internazionale di sintesi scientifica, den sie bis zu ihrer Einstellung 1988 behielt. Wegbereiter der neuen Zeitschrift waren der Mathematiker Federigo Enriques, der Chemiker Giuseppe Bruni, der Mediziner Antonio Dionisi, der Biologe Andrea Giardina und der Ingenieur Eugenio Rignano. Scientia wurde vollständig digitalisiert und durch die Universität von Bologna im Internet bereitgestellt. Die Zeitschrift war mehrsprachig, die Artikel erschienen auf Italienisch, Deutsch, Englisch und Französisch, später auch auf Spanisch.

## Liste der Wissenschaftler, die inScientiaveröffentlicht
- Vito Volterra
- Giuseppe Peano
- Giovanni Vailati (1863–1909)
- Enrico Fermi
- Edoardo Amaldi
- Camillo Golgi
- Gino Loria
- Ludovico Geymonat
- Bertrand Russell
- Ernest Rutherford
- Sigmund Freud
- Henri Poincaré
- Émile Borel
- Émile Picard
- Albert Einstein
- Arthur Eddington
- Werner Heisenberg
- Rudolf Carnap
- Otto Neurath
- Ernst Mach
- Hans Driesch
- Pierre Janet
- Ernst Cassirer
- Leo Frobenius